# آيت عبد الرحمان (أولاد فنان الشرقيين)
آيت عبد الرحمان هو دُوَّار يقع بجماعة أولاد فنان، إقليم خريبكة، جهة بني ملال خنيفرة في المملكة المغربية. ينتمي الدوّار لمشيخة أولاد فنان الشرقيين التي تضم دوارين. يقدر عدد سكانه بـ 729 نسمة حسب الإحصاء الرسمي للسكان والسكنى لسنة 2004.

## وصلات خارجية
- البوابة الوطنية للجماعات الترابية
- المندوبية السامية للتخطيط